# Ayn Jalut
Ayn Jalut ("Font de Goliath") fou un poble de Palestina entre Baysan i Nablús al jund de Filistin, al lloc de naixement del uadi Jalut. La tradició diu que en aquest lloc David va matar Goliath.
Aquesta regió fou anomenada Tubània pels croats i el lloc s'esmenta per primer cop el setembre de 1183 quan els exèrcits croat i de Saladí van acampar front a front però es van retirar sense lliurar batalla. És famosa per la batalla del 3 de setembre de 1260 en la qual l'exèrcit mongol dirigit per Kitbuqa, fou derrotat pels mamelucs egipcis dirigits pel soldà Qútuz i Bàybars.